# Генріх Штрак
Йоган Гайнріх Штрак (нім. Johann Heinrich Strack; 6 липня 1805, Бюккебург — 13 липня 1880, Берлін) — німецький архітектор, учень Карла Шинкеля.

## Життєпис
Генріх Штрак народився в родині художника-портретиста і пейзажиста Антона Вільгельма Штрака (1758—1829). Його мати була сестрою відомого художника Йогана Генріха Тишбейн-старшого.
У 1824—1838 Штрак навчався в Берлінській академії архітектури і Прусській академії мистецтв. У 1825—1832 працював у майстерні Шинкеля і брав участь в облаштуванні покоїв кронпринца Фрідріха Вільгельма IV в Міському палаці в Берліні.
Першою самостійною роботою Штрака стала реконструкція палацу принца Альберта. Співпраця з архітектором Фрідріхом Штюлером переросла в міцну дружбу. Разом вони побували в Санкт-Петербурзі, Англії та Франції.

Колона Перемоги в Берліні

Найбільш відомою роботою Генріха Штрака стала Колона Перемоги в Берліні.
У 1841 отримав звання професора Академії мистецтв, де з 1839 року він викладав архітектуру. У 1842 Штрак отримав посаду придворного інспектора з питань будівництва. У 1854 став професором Берлінської архітектурної академії. У 1856—1857 роках керував реконструкцією берлінського Палацу кронпринців.
Штрак давав уроки малювання сину Вільгельма І Фрідріхові та супроводжував його у подорожі до Італії в 1853—1854. На археологічних розкопках в Афінах Штрак разом з Ернстом Курціусом і Карлом Бьоттіхером виявив біля підніжжя Акрополя руїни театру Діоніса (1862).